# Masada
Masàda (o Massàda; in ebraico מצדה, Mətzadà) era un'antica fortezza, situata su una rocca a 400 m di altitudine rispetto al Mar Morto, nella Giudea sud-orientale, in territorio israeliano a circa 100 km a sud-est di Gerusalemme. Mura alte cinque metri – lungo un perimetro di un chilometro e mezzo, con una quarantina di torri alte più di venti metri – la racchiudevano, rendendola pressoché inespugnabile. A rendere ancor più difficile un assedio contribuiva la particolare conformazione geomorfologica della zona: l'unico punto d'accesso infatti era l'impervio sentiero del serpente, così chiamato per i numerosi tornanti che lo rendevano un gravissimo ostacolo per la fanteria. La fortezza divenne nota per l'assedio dell'esercito romano durante la prima guerra giudaica e per la sua tragica conclusione.

## Sentiero del serpente
Il sentiero del Serpente (o in ebraico Shvil HaNachash) è il sentiero che, a tutt'oggi, permette l'accesso alla fortezza di Masada.
Anticamente (secondo il racconto di Giuseppe Flavio) era talmente impervio, tortuoso, sinuoso e ripido da impedire a un soldato romano di «poggiare contemporaneamente entrambi i piedi»:
(Giuseppe Flavio, La guerra giudaica, VII, 8.3.282-284.)

## Palazzo di Erode il Grande
Tra il 37 e il 31 a.C. Erode il Grande fece migliorare le dotazioni della fortezza allo scopo di rifugiarvisi qualora la sua vita fosse stata in pericolo. Arroccata su tre diversi livelli verso lo strapiombo sul lato nord, essa disponeva di terme con caldaia centrale, di magazzini sotterranei e di ampie cisterne per la raccolta dell'acqua piovana. Nell'estate del 66 d. C. era stata conquistata da un migliaio di Sicarii che vi si insediarono con donne e bambini. Quattro anni dopo – nell'anno 70 – caduta Gerusalemme, vi trovarono rifugio gli ultimi strenui ribelli non disposti a darsi per vinti.

## Assedio da parte dei Romani

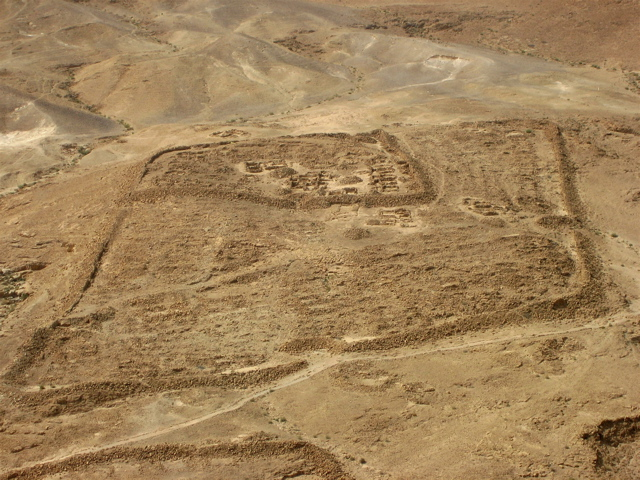
Campo trincerato romano della X legione ai piedi di Masada

Flavio Giuseppe narra come, nella primavera del 73 d. C. (o, al più tardi, del 74), guidati da Flavio Silva, i Romani edificarono un'imponente rampa di accesso la quale, colmando quasi del tutto i 133 metri di dislivello tra il campo romano e la fortezza, consentì di condurre un ariete sotto alle mura e di sgretolarle. Tuttavia, prima che i soldati romani entrassero nella fortezza, gli assediati si diedero reciprocamente la morte. Le vittime furono in tutto novecentosessanta, fatta eccezione per due donne e per cinque bambini, che in seguito testimoniarono quanto avvenuto agli uomini di Silva.
Va comunque rimarcato come le evidenze archeologiche e l'opinione di numerosi studiosi tendano a mettere in dubbio il racconto di Giuseppe, in particolare per quel che riguarda il contesto storico, la dimensione della rampa costruita, la veridicità del suicidio collettivo e il numero di assediati morti.

## "Mai più Masada cadrà"
Dopo la sua presa, Masada rimase in mano ai Romani fino a tutta l'epoca bizantina. In questo periodo venne a lungo abitata da monaci cristiani che vi costruirono anche una basilica. Dopo l'invasione araba il luogo venne abbandonato e piano piano si perse addirittura il ricordo della sua posizione; venne infine riscoperta oltre un secolo e mezzo fa per diventare simbolo della causa sionista. A tutt'oggi reclute dell'esercito israeliano vengono condotte sul luogo per pronunciare il giuramento di fedeltà al grido di: "Mai più Masada cadrà" (in ebraico: "Metzadà shenìt lo tippòl").
Masada è stata in parte ricostruita ed è diventata uno fra i più importanti siti archeologici di Israele grazie anche agli scavi compiuti a partire dagli anni sessanta sotto la guida dell'archeologo Yigael Yadin. Sono stati riportati alla luce i resti dell'antica fortezza: evidenti risultano i segni dei campi militari romani, con mosaici di notevole qualità, i bagni e anche le grosse pietre lanciate dalle catapulte. Come segno della presenza ebraica resta solo una piccola sinagoga, mentre più recente (V secolo) è una basilica fatta costruire da monaci penitenziali.

## Paesaggio

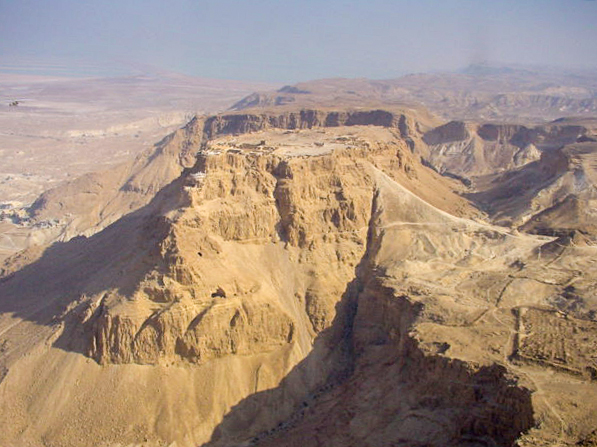
Il pianoro-fortezza di Masada; sulla destra è chiaramente visibile l'imponente rampa di accesso costruita dai Romani

L'altopiano su cui sorge Masada, immerso nella depressione del Mar Morto, offre uno scenario naturale raro. Molti dei turisti che si recano al sito iniziano alle prime luci dell'alba la salita per il sentiero del Serpente (nel buio della notte rischiarato unicamente dalla luna e dalle stelle), per riuscire ad assistere, da dentro i resti dell'antica fortezza, al sorgere del sole che riversa la sua luce su tutto l'avvallamento circostante.
Nel 1998 è stata costruita una funivia che raggiunge la fortezza da una stazione a valle, superando un dislivello di 290 m; la stazione superiore della funivia è situata a una quota di 33 m s.l.m.

## La Masada archeologica
La rupe di Masada è uno dei siti identificati da Edward Robinson nel 1834. In seguito la visitarono e descrissero vari altri esploratori, ma la località cominciò a essere ben compresa solo dopo le eccezionali scoperte fatte nel periodo 1963-1965 dagli archeologi israeliani, diretti da Yigael Yadin. Secondo il volume Sacrificing Truth: Archaeology and the Myth of Masada (Amherst, New York, Prometheus Books, 2002) di Nachman Ben-Yehuda, però, "gli scavi del sito di Masada, diretti dall’ex Capo di stato maggiore dell’esercito Yigael Yadin, furono condotti in maniera fraudolenta, allo scopo di accreditare la versione «ufficiale» della storia".

## Riferimenti a Masada

### Musica
Alla fortezza è dedicato un brano del disco Aquadia del napoletano Lino Cannavacciuolo e John Zorn, jazzman e compositore ebreo-americano, ha chiamato due delle sue formazioni stabili "Acoustic Masada" e "Electric Masada". Nel 1992 il musicista reggae Alpha Blondy ha intitolato un suo album Masada.
La band heavy metal inglese "Iron Maiden" ha girato il video Man on the edge (dall'album The x factor) proprio sulla rocca di Masada.

### Film
- Masada (miniserie televisiva) (1981)
- The Dovekeepers - Il volo della colomba (2015)

### Altre citazioni
Anche un fucile d'assalto è dedicato a Masada. Si tratta appunto del Magpul Masada.